# Кристал Клайн
Кристал Клайн (на английски: Crystal Klein) е артистичен псевдоним на австрийската порнографска актриса и еротичен модел Кристиана Вогт (Christiana Vogt), родена на 21 октомври 1981 г. в град Айзенщат, провинция Бургенланд, Австрия.
Кристал Клайн е следвала психология във Виенския университет.

## Награди и номинации
Носителка на награди
- 2004: Плеймейт за месец октомври на списание Плейбой, Хърватия.[3]
- 2005: Пентхаус любимец за месец март на списание Пентхаус, САЩ.[4][3][5]
- 2006: Туистис момиче на месец юли.[6]